# Kölked
Kölked is een plaats (község) en gemeente in het Hongaarse comitaat Baranya. Kölked telt 1153 inwoners (2001).